# Borolia leucogramma
Borolia leucogramma är en fjärilsart som beskrevs av George Francis Hampson 1905. Borolia leucogramma ingår i släktet Borolia och familjen nattflyn. Inga underarter finns listade i Catalogue of Life.